# Киричевська Марія Єгорівна
Марія Єгорівна Киричевська (нар. 1934, село Красне, тепер Сорокинського району Луганської області — ?) — українська радянська діячка, новатор сільськогосподарського виробництва, пташниця радгоспу імені Жовтневої революції Краснодонського району Луганської області. Депутат Верховної Ради УРСР 7-го скликання.

## Біографія
Народилася у родині колгоспника.
У 1949—1961 роках — колгоспниця колгоспу імені XXII з'їзду КПРС Краснодонського району Ворошиловградської (Луганської) області.
З 1961 року — пташниця радгоспу імені Жовтневої революції села Новоаннівки Краснодонського району Луганської області. Ударниця комуністичної праці. У 1966 році одержала від кожної курки-несучки понад 150 штук яєць при річному плані 90.

## Нагороди
- орден Трудового Червоного Прапора
- ордени
- медалі